# Velika nagrada Sanrema
Velika nagrada Sanrema (italijansko Gran Premio di Sanremo) je bila avtomobilistična dirka, ki je med letoma 1937 in 1951 potekala v okolici italijanskega mesta Sanremo, komuna Ospedaletti. Alberto Ascari in Juan Manuel Fangio sta edina dvakratna zmagovalca dirke, med moštvi pa je najuspešnejši Maserati prav tako z dvema zmagama.

## Zmagovalci
| Leto | Zmagovalec         | Moštvo     | Dirkališče  | Poročilo |
| ---- | ------------------ | ---------- | ----------- | -------- |
| 1951 | Alberto Ascari     | Ferrari    | Ospedaletti | Poročilo |
| 1950 | Juan Manuel Fangio | Alfa Romeo | Ospedaletti | Poročilo |
| 1949 | Juan Manuel Fangio | Maserati   | Ospedaletti | Poročilo |
| 1948 | Alberto Ascari     | Maserati   | Ospedaletti | Poročilo |
| 1937 | Achille Varzi      | Maserati   | Ospedaletti | Poročilo |